# Pince de bottier-cordonnier

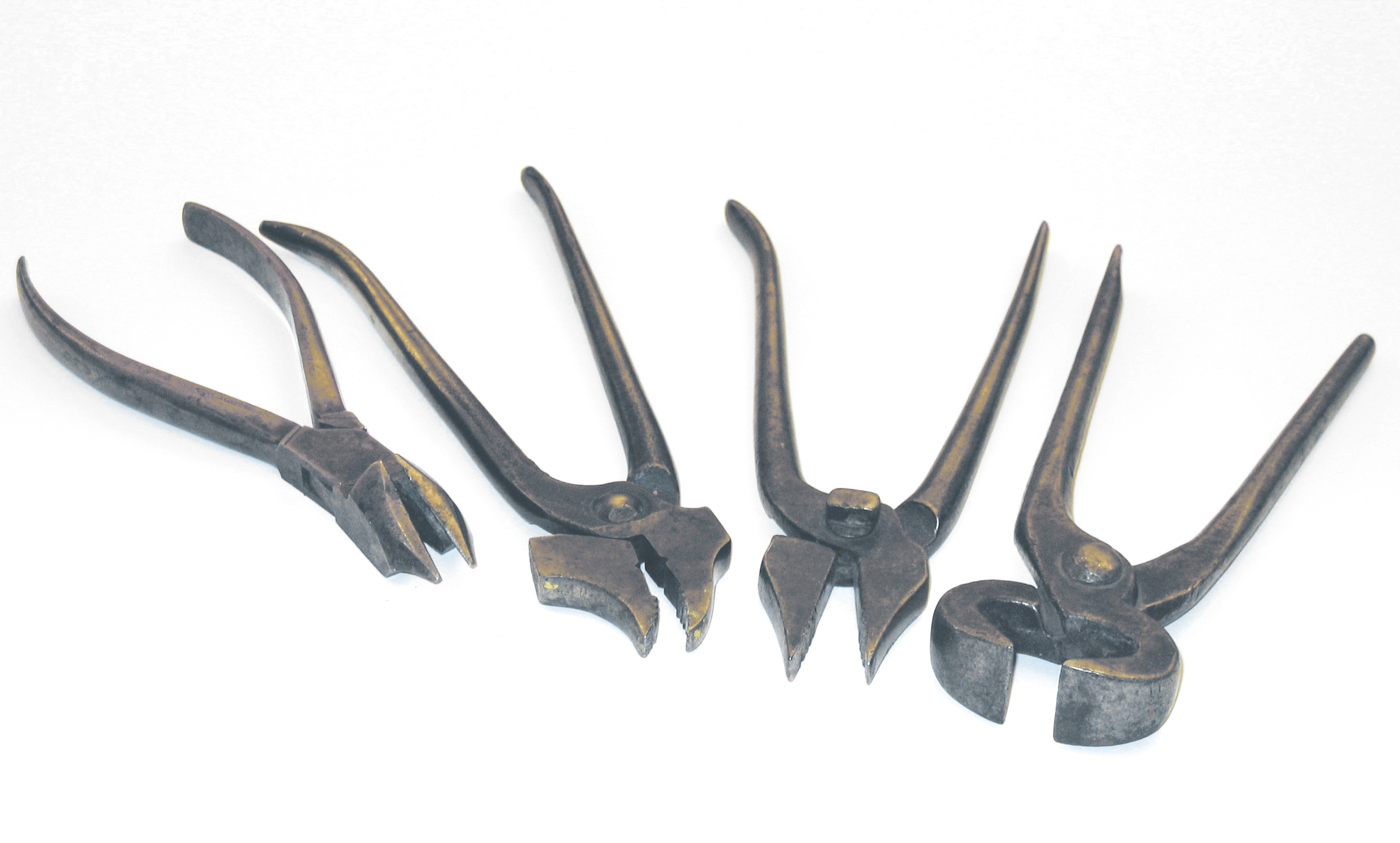
Jeu de pinces.

Autres métiers travaillant le cuir et utilisant les mêmes outils : bourrelier - ceinturier - corroyeur
La pince de bottier, aussi appelée pince à monter, est l'outil qui permet de tendre la claque, c'est-à-dire le dessus de la chaussure sur la forme à monter lors de la fabrication d'une chaussure ou d'une botte. L'artisan peut alors avec la partie épaisse du dos de la pince à monter, comme un marteau, enfoncer des clous qui vont permettre à la claque de sécher et de conserver sa forme définitive.